# Stadion Althawra Sports City w Sanie
Stadion Althawra Sport City w Sanie (arab. مدينة الثورة الرياضية) to wielofunkcyjny stadion w Sanie, w Jemenie. Jest obecnie używany głównie dla meczów piłki nożnej. Stadion mieści 30 000 osób i został otwarty w 1986 roku. Jest obecnie domową areną Reprezentacji Jemenu w piłce nożnej.